# Flagi hanzeatyckie

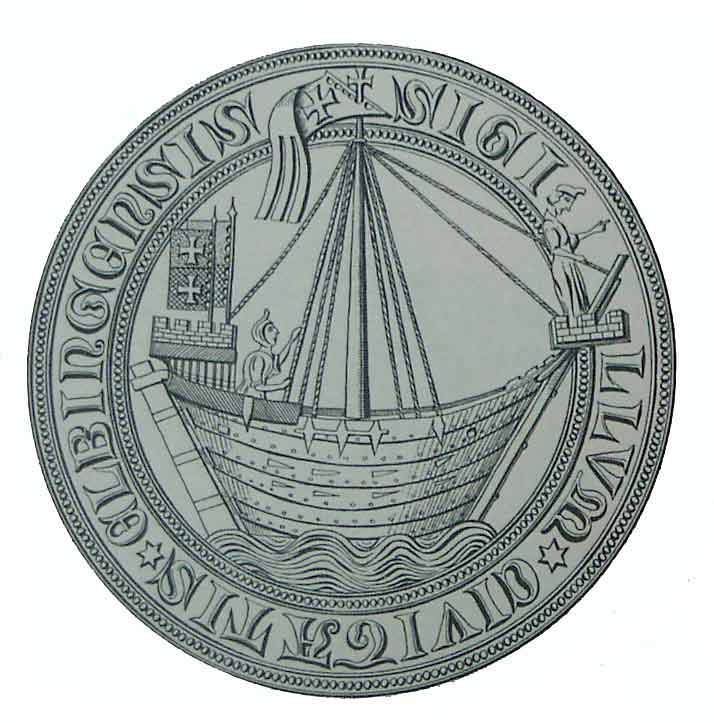
Pieczęć Elbląga przedstawiająca oflagowany statek (1350).

Flagi hanzeatyckie – bannery, proporce i gonfalony umieszczane na kogach i innych rodzajach statków należących do miast Hanzy (XIII–XVII w).

## Historia
Pierwotnie na masztach znajdowały się czerwone gonfalony z białym krzyżem informujące o przynależności statków. W połowie XIII wieku poszczególne miasta należące do Hanzy dla odróżnienia zaczęły używać własnych bannerów. Najstarszym bannerem hanzeatyckim jest hamburski w kolorze czerwonym. Większość bannerów była w barwach białej i czerwonej, często z dodatkowymi symbolami.
Wiele z dawnych miast hanzeatyckich do dziś używa biało-czerwonej kolorystyki np. Elbląg.

## Proporzec
Dodatkowo oprócz gonfalonów i bannerów statki używały biało-czerwonych proporców.

Proporzec hanzeatycki (1:16)

## Bannery
Współczesne flagi miast nawiązujące kolorystyką lub symboliką do historycznych bannerów hanzeatyckich.

### XIII wiek
| Miasto  | Banner w XIII wieku | Proporzec | Obecna flaga |
| ------- | ------------------- | --------- | ------------ |
| Hamburg |                     |           |              |
| Ryga    |                     |           |              |
| Lubeka  |                     |           |              |

### XIV wiek
| Miasto    | Banner w XIV wieku | Obecna flaga |
| --------- | ------------------ | ------------ |
| Brema     |                    |              |
| Gdańsk    |                    |              |
| Elbląg    |                    |              |
| Rostock   |                    |              |
| Stralsund |                    |              |

### XV wiek
| Miasto    | Banner w XV wieku | Obecna flaga |
| --------- | ----------------- | ------------ |
| Królewiec |                   |              |
| Wismar    |                   |              |
| Szczecin  |                   |              |